# Jales (São Paulo)
Jales ist eine Stadt im brasilianischen Bundesstaat São Paulo. 2022 lebten in Jales nach offizieller Schätzung 48.776 Menschen auf 368 km².

## Geographie

### Distrikte
Die Gemeinde ist nicht in Distrikte unterteilt, es gibt nur den Hauptdistrikte.

## Geschichte
Die Gemeinde wurde 1948 durch Landesgesetz gegründet.

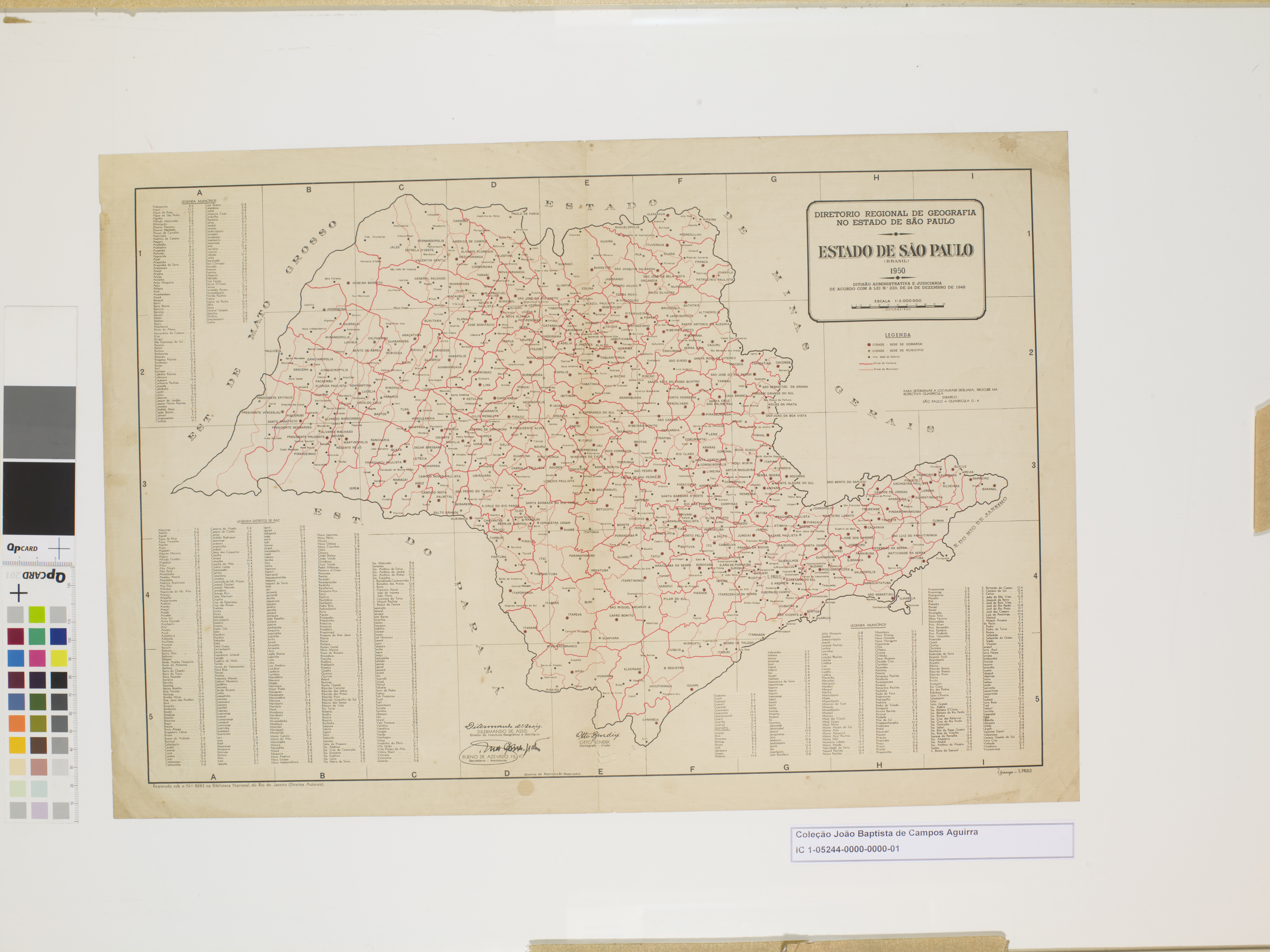
Karte des Bundesstaates São Paulo (1948).

## Bevölkerung
| Bevölkerungsentwicklung | Bevölkerungsentwicklung |
| Jahr                    | Bevölkerung             |
| ----------------------- | ----------------------- |
| 1950                    | 32.048                  |
| 1960                    | 36.457                  |
| 1970                    | 38.436                  |
| 1980                    | 38.601                  |
| 1991                    | 45.956                  |
| 2000                    | 46.186                  |
| 2010                    | 47.012                  |
| 2022                    | 48.776                  |
| [ 4 ] [ 5 ] [ 6 ]       |                         |

## Religion
Das Christentum ist in der Stadt wie folgt vertreten:

### Römisch-katholische Kirche
Die römisch-katholische Gemeinde ist Teil des Bistums Jales.

### Protestantische Kirche
In der Stadt gibt es die unterschiedlichsten evangelischen Glaubensrichtungen, hauptsächlich Pfingstler, darunter die brasilianischen Assemblies of God, die Christliche Kongregationalistische Kirche in Brasilien, und andere.